# Mètre par seconde
Cet article court présente un sujet plus développé dans : Vitesse.
Le mètre par seconde (symbole : m/s ou m s−1) est l'unité dérivée de vitesse du Système international. Un multiple de cette unité est le kilomètre par seconde (symbole : km/s ou km s−1)
La vitesse de la lumière dans le vide, 299 792 458 mètres par seconde, sert depuis 1983 pour définir le mètre.

Dans la vie pratique, on utilise fréquemment le kilomètre par heure, correspondant à une durée et à une distance appréciables. Une heure comptant 3 600 secondes, un calcul simple montre que 1 m/s = 3,6 km/h, et inversement, 100 km/h ≈ 28 m/s.
Un moyen mnémotechnique simple pour mémoriser cette relation consiste à se rappeler qu'Usain Bolt a parcouru 100 mètres en un peu moins de 10 secondes, soit à une vitesse d'environ 10 m/s. Sachant que cette performance correspond approximativement à 40 km/h, il en découle que 1 m/s vaut 3,6 km/h.
Unités anglo-saxonnes :
- 1 mètre par seconde = 3,280 8 pieds par seconde = 2,236 9 miles par heure